# 온대림
온대림(溫帶林)은 열대 우림과 타이가 지역 사이에서 볼 수 있는 숲으로, 온대에 위치한다. 지구상에서 세계 숲 지역 중 2번째로 큰 생물군계이며 약 33%를 차지하는 북부숲의 뒤를 잇는다.

## 북반구의 온대림
북반구의 광범한 낙엽 활엽수림에는 나뭇잎을 먹는 사슴·들소류 등의 대형 초식동물이 살며, 멧돼지·미국너구리·오소리 등의 잡식성 동물도 많다.
산고양이·담비·족제비·여우·너구리류는 이 지역의 육식동물이다. 임상이나 지하에는 대륙밭쥐·산림쥐 등의 설치류와 고슴도치·뾰족뒤지 등의 식충류가 서식한다.

### 포유류
사슴류는 전세계에 널리 분포되어 있는데, 사하라 이남에서는 영양이 생태적 지위를 대신 차지하고 있다.
유라시아에서 북아메리카까지 사슴류 중 가장 널리 분포하는 붉은사슴, 유럽에서 중국·우리나라에 이르기까지 유라시아 대륙 전체에 널리 분포하는 노루, 북아메리카의 흰꼬리사슴, 일본의 사슴 등은 깊은 숲속보다는 오히려 탁트인 숲에 많으며, 초원에 나와 풀을 뜯어먹고, 숲을 안전지대로 삼아 서식하고 있다.
들소(바이슨)는 유럽들소와 아메리카들소의 2종이 있는데 아메리카의 것은 초원을, 유럽 것은 숲을 좋아한다.
유럽들소는 옛날에 서부의 숲에 많았으나 수가 줄어들어 18세기에는 수백 마리씩의 두 무리만이 남았었다. 1932년 국제적인 보호기구가 설립되어 현재는 수가 늘어나고 있다.
낙엽수림에는 나무의 눈이나 종자를 먹고 사는 설치류가 많다. 유럽의 안경겨울잠쥐·유럽겨울잠쥐, 일본의 겨울잠쥐 등은 숲속 나무동굴 등에서 동면을 한다. 회색청서나 여우청서 등 대부분의 청서류는 덥수룩하고 긴 털로 균형을 잡으면서 나무 위를 이동한다. 쥐류는 청서만큼 눈에 띄지 않지만, 육식동물들의 먹이가 되므로 먹이사슬의 안정에 중요한 역할을 하는데, 저녁이 되어 어두워지면 활동한다.
유라시아 대륙에는 쥐과인 산림쥐가 살고, 북아메리카에는 이것과 겉모습이나 습성이 흡사한 명주쥐과의 사슴쥐가 산다. 이 2종은 몇백 년 동안 격리되어 살았는데도 서로 닮은 것은 비슷한 환경에 적응하면서 진화를 계속한 결과이다.
산림에 사는 쥐류는 대개 꼬리가 길고 나무를 잘 타며, 앞니로 단단한 견과의 껍질을 깨고 내용물을 먹는다.
대륙밭쥐류는 숲보다는 초원이나 저목림을 좋아하는데, 아메리카대륙밭쥐처럼 산림성인 것도 있다.

#### 인간과 육식동물
온대의 낙엽수림대는 인간에게도 가장 살기 좋은 지역이기 때문에 특히 행동권이 넓은 육식동물들은 계속되는 강한 압력으로 대부분은 멸종되고 말았다. 그러나 퓨마나 곰 등은 산지의 숲속으로 숨어들어 살아남게 되었다. 그러나 여우처럼 인간이 만든 환경에 적응하여 살아남은 종류도 있고, 오히려 개체수를 늘린 종류도 적기는 하지만 존재한다.
유럽산고양이는 외모부터 잔인하고 강하게 보인다. 주로 산림에서만 사는데, 완전한 야행성으로, 낮에는 잎이 무성한 나무 위에 숨어 있다가 밤에만 활동한다. 밤이 되면 사냥감에 몰래 다가가 갑자기 덮쳐서 쓰러뜨린다. 이들은 건드리지 않아도 덮쳐오므로, 사람이나 개에게도 위험한 존재이다.
북아메리카의 낙엽수림에는 유럽산고양이와 같은 소형 산고양이는 없으나, 보브캣이 그것에 해당할 것이다. 한편 긴털족제비 등 많은 족제비류가 침엽수림에서 낙엽수림에 걸쳐 살고 있다.
이 밖에 본래는 육식동물이면서도 식물질을 먹는 등 식성이 다양해진 잡식성 동물도 많다. 이들 잡식성 동물은 선천적으로 예민한 감각, 민첩한 몸놀림 외에도 다양한 식성 때문에 살아남을 수 있었다.
예를 들면 유라시아에는 작은 곰을 닮은 족제비과의 오소리가 있다. 이 오소리는 잡식성 동물로, 이와 비슷한 동물로는 북아메리카에 아메리카오소리·스컹크가 있다. 특히 얼룩스컹크는 특이한 경고자세를 취한 다음 뒤이어 고약한 냄새가 나는 액을 내뿜어 몸을 지킨다.
이 액은 3.6m까지 튀며, 그 냄새는 반경 800m까지 확산된다. 이 액이 눈에 들어가면 실명 위험이 있고, 피부에 닿으면 마치 화상을 입은 듯이 짓무른다.
유대류인 북방어포섬도 남아메리카에서 북아메리카까지 분포하는데, 지금도 여전히 북쪽으로의 분포역을 확대하고 있다. 이 동물은 죽은 시늉을 잘 하는 것으로 유명하다.

### 조류
담백질 함유량이 많은 낙엽수의 눈이나 종자는 조류들의 좋은 먹이감이 된다. 조류 중 봄에는 새눈을, 여름에는 특히 새끼를 키우는 데에 벌레를, 가을에서 겨울에 걸쳐서는 종자를 주식으로 하는 새가 있다. 유라시아의 콩새·멋쟁이새·방울새류가 그 대표격이다. 콩새는 체중이 55g밖에 되지 않는 데도 버찌나 올리브의 열매를 깰 때는 부리 끝에 30∼70㎏의 힘을 가할 수 있다.
북아메리카의 붉은가슴고지새(일화부리)도 식성이 비슷하며, 몸집이 약간 큰 숲비둘기·어치·도토리딱다구리·잣까마귀도 종자를 먹는다. 숲비둘기 이외의 새는 월동용 식량으로 도토리류를 저장한다. 캘리포니아와 멕시코에 사는 도토리딱다구리는 나무나 용설관·실유카의 줄기에 일정한 간격의 구멍을 뚫고 그 구멍에 도토리를 채워넣어 월동용으로 저장하는데 한 나무에 2,000개나 되는 도토리를 저장하는 경우도 있다.
벌레를 주식으로 하는 새는 겨울에는 벌레가 없어지므로, 먹이 구하기가 어려워져서 멋쟁이새나 지빠귀무리 중에는 겨울이 되면 종자를 먹고 겨울을 나는 것도 있다. 그러나 대부분의 식충성 새는 겨울이 되기 전에 남쪽으로 날아간다.
유럽의 숲에서는 푸른박새·박새·북방쇠박새는 나무껍질에 기어 다니는 벌레들을 잡아먹는다. 북아메리카의 숲에도 박새속의 새가 있다. 나무발바리류의 새는 발가락이 앞에 3개, 뒤에 1개로 갈라지고, 발톱은 잘 발달한 갈고리 모양으로 되어 있어 이것으로 나무껍질을 꼭 잡고 길고 가는 부리와 먹이를 낚아챌 수 있도록 발달된 날렵한 혀끝으로 쪼개진 나무 틈 사이에서 벌레를 꺼내먹는다.
그리고 단단한 꽁지로 몸을 받치고 반드시 아래로부터 위쪽으로 먹이를 찾아 올라간다.
철새인 제비와 동박새 따위는 날면서 벌레를 잡는다. 아메리카솔새와 때까치의 한 무리는 나무 위쪽의 가지나 잎 위에서 곤충의 성충·유충을 잡아먹는다. 버들솔새는 유럽 남부에서는 그곳에 정주하지만, 북부에서는 철새이다.
육식성인 황조롱이는 인간에 의해 파괴된 낙엽수림 가장자리나 개간지에 적응한 동물의 하나이다. 새호리기도 비슷한 환경에 적응하여 황조롱이와 장소를 공유하고 있는데, 새호리기는 보통때는 공중에서 종다리를 잡아먹고, 때로는 잠자리·나비·메뚜기 등의 곤충도 잡아먹는데 비해, 황조롱이는 상공을 선회하면서 날지만 공중에서 먹이를 잡지는 않고, 설치류나 곤충을 잡아먹는다. 북아메리카에는 이와 비슷한 아메리카황조롱이 있다.
올빼미는 깊은 숲에 가장 잘 적응된 새이다. 유럽에서 흔히 볼 수 있는 보통 올빼미인데, 이들은 밤에 활동하며 부드러운 깃털은 소리가 나지 않아 몰래 먹이를 덮칠 수 있다. 작은 설치류나 때로는 물고기·개구리·곤충을 잡아먹는다. 유럽의 회색까마귀는 썩은 고기를 먹는다. 미국에는 또 그랑부리까마귀가 있는데, 서부에 서식하는 검은 부리까마귀와 구별된다. 이 2종은 때로는 같은 종으로 취급되는데, 주로 육식을 하지만 식물질을 먹기도 한다.

### 파충류·양서류
낙엽수림에는 뱀은 많지 않고, 소택지에 약간 있을 뿐이다. 북아메리카에 사는 반수생(半水生)인 가터뱀은 몸길이가 60㎝∼1m 정도이고, 개구리·쥐·지렁이 등을 먹는다. 유럽의 풀뱀은 연못 바닥에 숨어 있다가 개구리를 잡아먹는다.
영국에서부터 전유럽, 시베리아를 거쳐 사할린까지 분포하는 북살무사는 독이 있는 뱀으로, 유럽의 분포역 남방한계는 북에스파냐인이다. 유라시아의 낙엽수림에 널리 분포하는 유럽장지뱀은 난태생의 도마뱀으로 작은 도마뱀을 낳는다. 전유럽의 숲에는 습기가 많은 낙엽 속에 야행성인 무족도마뱀이 살고 있는데 이 도마뱀은 난태생이고 다리는 퇴화하여 흔적만 남아 뱀처럼 보이지만, 뱀과는 달리 죽으면 눈을 감는다.
유럽에는 유일한 청개구리인 유럽청개구리가 살고 있는데, 이 개구리는 발가락 끝에 달린 빨판으로 미끄러운 잎 위에도 기어오른다.

### 곤충 기타
낙엽수에는 수많은 곤충이 기생하고 있는데, 잎을 갉아먹는 것으로는 잎벌·딱정벌레·파리·귀뚜라미류의 유충과 나비와 모기의 유충이 있다.
진드기는 종류도 많고 개체수도 많아 잎 하나에 500마리의 진드기가 우글거리는 수도 있다. 숲바닥에는 쥐며느리류·톡토기류·윤충·지렁이·미달팽이·달팽이류가 많이 살고 있다.

## 남반구의 온대림
남반구의 온대림은 오스트레일리아, 뉴질랜드에 분포한다. 또 남아메리카, 칠레의 중부 이남의 안데스 산맥과 태평양 연안 사이, 아프리카 남단의 더반에서 케이프타운 부근의 해안선 지방도 온대림에 속한다. 북반구나 오스트레일리아의 온대림에 비하면 규모가 작고, 특징적인 동물도 적다.

### 오스트레일리아
오스트레일리아에는 2종류의 온대림이 있다. 즉 하나는 저지대에 펼쳐져 있는 것으로, 비교적 울창한 숲이고, 또 하나는 건조한 산지에서 볼 수 있는 울창하지 않는 숲인데, 모두가 유칼립투스종이 많은 경엽림(硬葉林)이다. 이 오스트레일리아의 온대림에는 비교적 최근에 들어 온 곰쥐류가 서식하고 있다. 숲에서 열매를 따먹고 박쥐에는 몸무게가 약 1㎏이나 되는 왕박쥐로부터 작은 것은 14g밖에 되지 않는 것까지 있다. 관박쥐는 아시아, 유럽에도 서식하지만 낮에는 무리를 지어 굴 속에 숨어 있다가 해가 진 뒤에야 벌레를 잡아먹는다. 두 눈 사이에 피부주름이 있어 이것으로 소리가 나는 곳까지의 거리와 방향을 알아낸다.

#### 유대류
온대림에 사는 유대류는 여러 가지로 적응하면서 분화되어, 갖가지 생태적 지위를 차지하고 있다. 쿠스쿠스과에는 날다람쥐(청서)처럼 나무에서 나무로 활공할 수 있는 유대류가 몇 종 있다. 특히 작은 개 정도의 크기인 주머니날다람쥐는 낮에는 나무에 뚫린 구멍 따위에 숨어 있다가 밤에 활동하는데, 30㎝ 정도의 높이에서 90m까지도 활공하며, 날쌔게 나무 위로 올라가 날카로운 소리를 지른 후 다시 활공을 반복한다. 주식은 유칼립투스의 잎·꽃·눈이다. 모양은 주머니하늘다람쥐를 닮았으나 비막(飛膜)이 없어 활공할 수 없는 무리도 있는데, 이 무리는 한때 멸종된 것으로 알았으나 1961년 빅토리아의 산림에 몇 마리가 생존해 있는 것이 확인되었다. 링테일은 5종이 있는데 대도시의 교외에서도 볼 수 있으며, 끝이 가는 꼬리로 가지를 감아 매달린다. 이처럼 꼬리로 가지에 매달리는 무리중에 주머니겨울잠쥐가 있는데, 겨울잠쥐를 닮은 이 유대류는 벌레·열매·꿀·꽃 등을 먹는다. 쿠스쿠스과에서 가장 크고 유일하게 꼬리가 없으며, 새끼곰을 닮은 코알라는 20종이나 있는 유칼립투스의 잎만을 먹는다.
족제비·사향고향이·개에 해당하는 것은 유대류 중 주머니고양이과의 무리이다. 이 중 주머니말승냥이는 몸길이가 1m 정도이고 개와 비슷한데, 등과 허리에 어두운 색깔의 옆줄무늬가 있다. 늑대처럼 먹이의 냄새를 맡고 뒤를 밟다가 사지로 몰아넣고 지치게 만든 후에 물어죽인다. 이들은 주로 작은 포유류나 작은 새, 때로는 월러비·캥거루·도마뱀을 잡아먹는다.
태즈메이니아데빌은 태즈메이니아에만 서식하는 유대류로, 개구리·가재·게·새·양 등을 잡아먹는데, 먹이가 되는 동물은 필요 이상으로 무한정 죽이는 경향이 있다. 몇 종의 안테키누스는 10㎝ 내외의 뒤쥐나 생쥐를 닮은 동물로 쥐도 잡지만 주로 벌레를 잡아먹는다. 주머니개미핥기는 썪은 나무 뒤나 쓰러진 나무의 갈라진 틈 사이를 은신처로 하고, 흰개미를 잡아먹는다. 주머니고양이류 중에서는 희귀하게 낮에도 활동하는 동물이다.
숲에는 또, 구멍을 파는 설치류에 해당하는 원뱃캥거루붙이과의 동물도 있다. 이 가운데 2종의 원뱃캥거루붙이는 구대륙의 매머드에 해당하는데, 이들은 경사진 곳에 깊고 넓은 구멍을 판다. 구멍을 팔 때 흙이 주머니에 들어가지 않도록 육아낭은 뒤쪽으로 향해 달려 있다. 반디쿠트의 작은 것은 쥐 정도의 크기, 큰 것은 토끼 정도의 크기인데, 이것은 벌레를 잡아먹거나 잡식성이다.
캥거루·월러비 중에는 숲에 살면서 나무의 눈이나 어린 잎을 먹는 것도 있다. 특히 검은꼬리월러비는 숲이 우거진 습지의 저목림을 좋아하고 숲이 우거진 곳에 통로를 만들어 단독으로 행동한다. 엘레건트월러비는 수목이 무성하지 않고 바위가 산재해 있는 풀 많은 고지에서 무리를 지어 생활한다. 오스트레일리아에는 7종의 숲월러비가 있는데, 이들은 숲속에 터널로 된 통로를 만들어 행동하지만 무리는 짓지 않는다. 한편 캥거루 속의 왕캥거루는 동부의 광활한 숲지대에 살고, 검은캥거루는 남서부의 매우 깊은 숲에 살고 있다.

#### 조류
오스트레일리아에는 많은 조류, 특히 꿀빨이새과 조류가 여러 종류로 분화하여 살고 있는데, 그 대부분은 개화기가 다른 여러 가지 유칼립투스종의 꽃에서 꽃으로 꿀을 찾아 옮겨 다닌다. 귀가 노랗다고 해서 노랑귀꿀빨이새는 혀끝이 4가닥으로 갈라져 있어, 이것을 브러시처럼 사용하여 꿀을 빤다.
오스트레일리아를 대표하는 새의 하나는 번식기에 하프를 닮은 꼬리깃털을 펴고 춤추는 하프새이다. 웃는물총새는 쉰 목소리로 시끄럽게 울어대는데, 작은 동물이면 무엇이든 잡아먹을 뿐만 아니라, 뱀도 나뭇가지에 후려쳐서 죽인다고 한다.
입이 큰 개구리입쏙독새는 딱정벌레·쥐·개구리를 먹는다. 또 곤충을 먹이로 하는 것으로는 솔부엉이속의 새가 있다.

#### 파충류·양서류
흰청개구리는 나무타기를 잘 하지만 대부분의 시간을 지상에서 벌레를 잡는 데 소비하고, 달팽이를 통째로 삼키고 껍질만 내뱉는다. 푸른혀도마뱀은 난태생으로 10∼15마리의 새끼를 낳는다. 몸을 잔뜩 부풀게 하여 넓고 번들거리는 푸른색 혀를 휘두르며 위협 과시한다.
등의 무늬가 융단과 같은 다이아몬드 비단구렁이는 독이 없고, 잠자고 있는 새나 쥐·박쥐를 즐겨 먹는다.

#### 무척추동물
와충(渦蟲)은 화려한 몸빛깔을 하고 있으며, 습기가 많은 낙엽 속에 살고 밤에 나무 줄기를 기어다닌다. 피부는 번들거리는 점액으로 덮여 있는데, 이것으로 몸에서 수분이 증발하는 것을 막는다. 이 점액에 벌레가 달라붙으면 입을 내밀어 벌레 위에 소화액을 뿜어 녹여서 빨아먹는다.
황금전갈과의 홀무러스는 눅눅한 통나무 밑에 집을 짓는다. 독은 다른 무척추동물들을 죽일 수 있을 정도밖에 되지 않는다. 맹독을 지닌 깔때기거미는 구멍이나 틈사이 속에 거미줄을 처놓고 입구에서 먹이가 다가오는 것을 기다린다. 이 거미에 물리면 사람도 죽는다.

### 뉴질랜드
지금으로부터 6000만년 전 포유동물이 지구상에 출현하여 전세계로 퍼져 나가고 있을 때 뉴질랜드는 이미 오스트레일리아 대륙에서 분리된 섬이었다. 섬에는 외지에서 날아오는 박쥐과의 일종과 원시적인 다른 박쥐 일종이 있었고, 해안에 바다표범이 찾아오는 것을 제외하면 포유류는 서식하지 않았다.
지상에 포식자가 없으므로 숲에 사는 새의 대부분은 날아다닐 필요가 없었다. 서기 750년무렵, 폴리네시아 동부로부터 마오리 족이 이 섬으로 건너왔을 당시 키가 3m 이상이나 되어 날 수 없는 타조를 닮은 모아(moa)과의 새가 있었다. 그러나 이 새는 18세기에 유럽 사람들이 이 섬에 건너오기 이전에 남획되어 멸종되고 말았다. 유럽 사람들이 이주하기 시작한 후 150년 동안에는 수많은 외래 동식물이 섬으로 이입됨으로써 본래의 생물상 균형은 붕괴되어 버렸다.

#### 조류
섬에는 산·숲·초원·강·호수·늪이 있어 환경이 다양하고, 기후 변화가 심해서 옛날에는 많은 새가 있었으나 지금은 토착새를 찾으려면 훼손되지 않은 숲이나 늪·호수를 찾아가야 한다.
몸길이가 50㎝ 정도인 날지 못하는 새 키위는 세로줄무늬키위·큰얼룩키위·작은얼룩키위의 3종이 있는데, 이들은 다리가 강하고 길죽한 부리를 가지고 있으며 꼬리는 없다. 조류로서는 희귀하게 냄새로 벌레 있는 곳을 알아내고 긴 부리를 땅 속 깊이 넣어 벌레를 잡아낸다. 암컷은 많은 알을 낳는데, 알 하나의 무게가 어미새 몸무게의 7분의 1이나 되는 것도 있다. 현재는 산림이 많이 훼손되어, 저목림의 가장자리 등에 살고 있으나 야행성이기 때문에 잘 발견되지 않아 멸종을 모면하고 있다.
크기가 닭 정도이고 앵무새를 닮은 타케니히는 굵은 부리를 지닌 날지 못하는 새로 1849년에 발견되었으나, 1900년경에는 멸종된 것으로 알고 있었다. 그러나 1948년, 남쪽에 있는 섬의 높은 산 계곡에서 발견되었는데 인간에게서 멀리 떨어진 곳이었다. 이들은 풀 속에 정자 모양의 둥지를 만들고 겨울에는 너도밤나무숲으로 이동한다. 알은 4개밖에 낳지 않으면서도 미수정란이 많아 증식율이 매우 낮다. 현재 100마리 정도가 생존해 있다고 한다.
뉴질랜드에는 토착의 앵무새가 있다. 그 중 한 종류인 올빼미앵무새(카카포)는 저지대로부터 높이 1,200m까지의 숲에 사는데, 역시 날지 못하며 나무 위로 기어올라가 지상으로 활공한다. 울음소리를 따서 케야라고 불리는 케야앵무새는 숲이나 초원에 살고, 잎·꽃봉오리·열매 외에 썩은 고기도 먹는다. 앵무새류 중에서 육식을 하는 유일한 예이다.
목도리꿀빨이새는 유명한 성악가로 그 음계의 폭은 인간의 청각 한계를 넘어서고 있으며, 숲에 살면서 꿀·벌레·과일을 먹는다. 맹금류로는 뉴질랜드매와 뉴질랜드튜히의 2종이 살고 있다.

#### 파충류·양서류
뉴질랜드에는 뱀이 없다. 섬에 사는 파충류 중에서 가장 유명한 것은, 살아있는 화석인 옛도마뱀일 것이다. 트라이아스기(삼첩기)에 번성했던 비슷한 종류의 화석은 유럽, 남아프리카에서도 나오지만 모두 1억년 전에 멸종되어 버렸고, 현재 남아 있는 것은 이 1종뿐이다. 형태는 트라이아스기의 것과 그다지 다른 것이 없다.
옛도마뱀은 몸길이가 75㎝ 정도이고 다리가 가는 동물인데 두 눈 외에 머리 한가운데에 제3의 눈인 두정안(頭偵眼)이 있다. 피부는 건조하고 머리 뒤쪽과 등에 가시가 있다. 꼬리가 잘리면 다른 도마뱀처럼 다시 돋아난다. 야행성이고 구멍 속에 살며 흔히 바다제비의 둥지에서 동거하는데 겨울이 되어 새가 떠나고 나면 그 둥지에서 겨울잠을 잔다. 곤충·거미·도마뱀을 잡아먹는데 때로는 바다새의 새끼도 먹는다. 움푹 팬 구덩이에 8∼15개의 알을 낳아 묻어두는데 알은 13개월 정도면 부화한다. 새끼의 성장은 매우 느려서 8년이 자라도 1㎝밖에 되지 않는다. 장수족으로 최고 77년이나 산 예가 있다.
양서류로서 희귀한 것은 레이오페르마이다. 이 속의 종은 모두 뉴질랜드에 살고 있는데 이것이 발견되었을 당시 뉴질랜드에 개구리가 있었다는 것은 지리학적으로도 놀라운 일이었다. 분류학자들은 이 종을 어느 과에 넣어야 될지 몰라 고민했으나 결국 1931년에 노블이 이것을 해부하여 원시적인 개구리라는 것을 밝혀 내어 독립된 레이오페르마과가 만들어졌다.
레이오페르마에는 꼬리를 움직이게 하는 작은 퇴화된 근육이 남아 있어 이것이 꼬리가 있는 조상으로부터 진화된 것을 입증해 주고 있다. 이들은 물가에서 떨어진 산속에 사는데 적응하고 있다.

#### 무척추동물
뉴질랜드에는 쥐며느리·노래기·거미·곤충류가 많다.

## 유형
- 온대 낙엽수림
- 온대 구과수림
- 온대 활엽수혼합림
- 온대 우림